# Hera van Samos
De Hera van Samos, ook wel Kore van Samos of Kore van Cheramyes genoemd, is een archaïsch Grieks marmeren beeld gewijd aan de godin Hera, dat dateert uit 560 - 570 v.Chr. Het werd rond 1875 ontdekt op de vindplaats van het Heraion van Samos. Sinds 1881 maakt het beeld deel uit van de collectie van het Louvre.

## Herkomst
Paul Girard, lid van de Franse School van Athene, leidde de opgravingen van het Heraion van Samos van 1875 tot 1879. Het beeld werd opgegraven bij heilig weg (via sacra) naar de Tempel van Polycrates (genoemd naar Polycrates van Samos die het heiligdom rond 530 v.Chr. herbouwde en uitbreidde). Aanvankelijk werd aangenomen dat het ging om een afbeelding van de godin Hera. Girard slaagde erin om het beeld te kopen voor het Louvre, waar het in 1881 terecht kwam.

## Voorstelling
Het beeld, dat een kleine ronde basis heeft, stelt een staande vrouw voor die haar rechterarm langs haar lichaam houdt en de andere arm voor haar borst heeft gevouwen. Ze hield waarschijnlijk een voorwerp in haar hand. Het beeld is gemaakt van grijs marmer met grote kristallen. Hoewel het hoofd en de linkerarm verloren zijn gegaan, is het werk voor het overige in goede staat bewaard gebleven. 
De vrouw draagt een linnen chiton met gordel die haar linkerschouder en benen bedekt. Aan de andere schouder is een wollen himation vastgemaakt, die aan de onderkant in een asymmetrische boog over de chiton valt. Een fijne sluier (epiblema) die haar hoofd moet hebben bedekt, valt aan de achterkant over deze himation. Een uiteinde van de sluier is onder riem gestopt. Met haar rechterhand houdt de korè een ander uiteinde vast dat haar arm bedekt. Al deze kledingstukken hebben zeer fijne verticale plooien. De polychromie, waarvan vrijwel niets meer over is, benadrukte de grote geometrische vlakken.
Op de voorkant, langs de rand van de sluier, staat een opdracht in het Ionische alfabet gegraveerd: Cheramyes heeft mij gewijd aan Hera als offer (Χηραμύης μ’ ἀνέθη̣κην τ’ Ἥρηι ἄγαλμα).
Op Samos zijn veel korai, archaïsche staande vrouwenbeelden, gevonden. In 1984 ontdekte een Duits team van archeologen een standbeeld dat grotendeels identiek is aan het beeld in het Louvre. Ook op dit beeld is een opdracht gegraveerd die verwijst naar Cheramyes, een Ionische aristocraat. In de buurt werd een fundament gevonden met twee ronde openingen waarvan de afmetingen overeenkomen met het beeld in het Louvre en het later opgegraven beeld. Dit maakt het zeer onwaarschijnlijk dat de beelden Hera zelf voorstellen. Het moet eerder gaan om jonge priesteressen. Het gevonden fundament maakte deel uit van een groter geheel, mogelijk vergelijkbaar met de iets latere Geneleos-groep in het heiligdom. In Berlijn wordt een beeld (Sk 1750) bewaard dat ook door Cheramyes geschonken is. Mogelijk maakte deze korè die een haas vasthoudt, deel uit van deze groep. De veronderstelling dat de beelden die Cheramyes schonk samen één groep vormden, is echter niet onomstreden. 

## Afbeeldingen

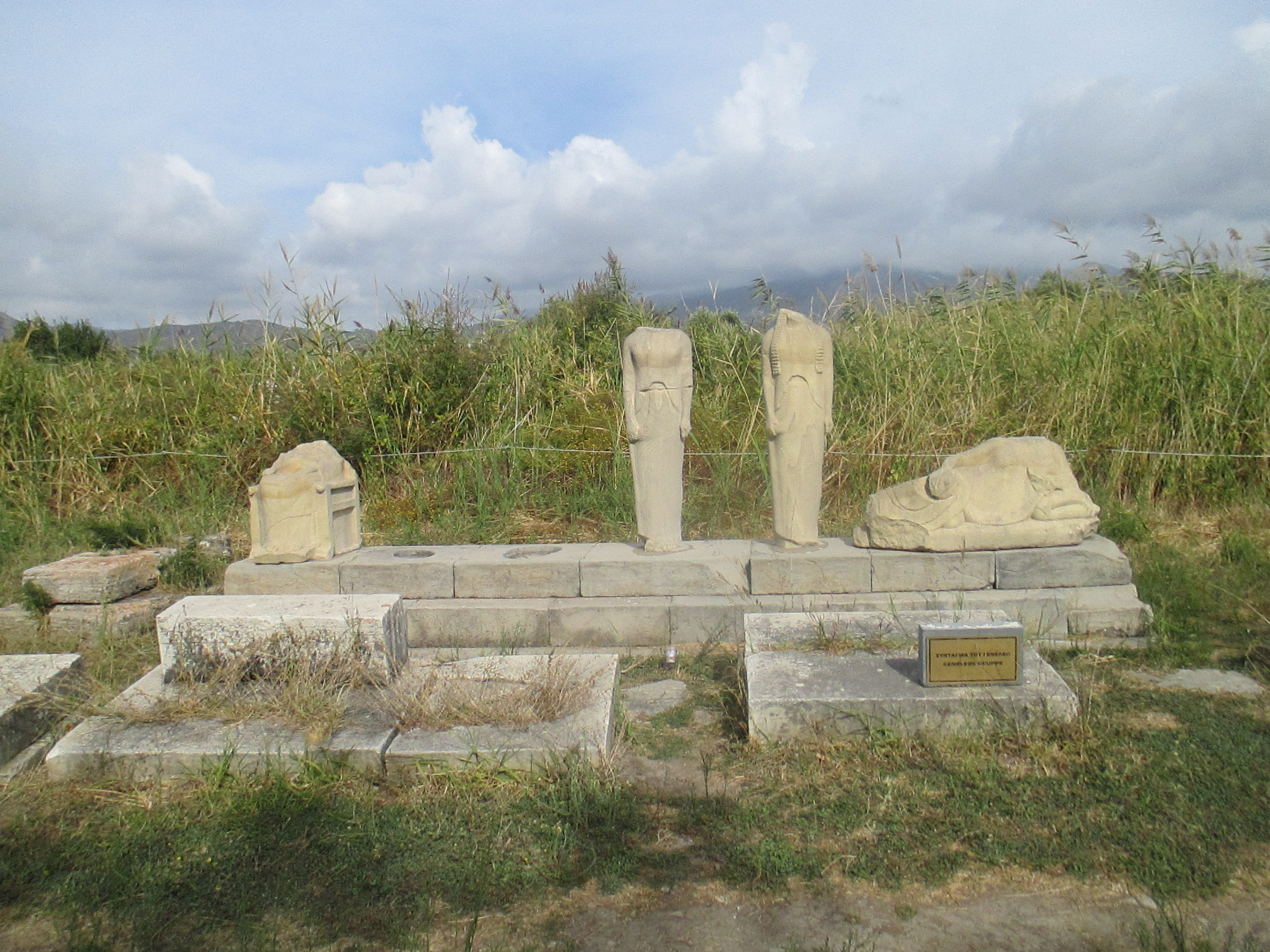
Geneleos-groep
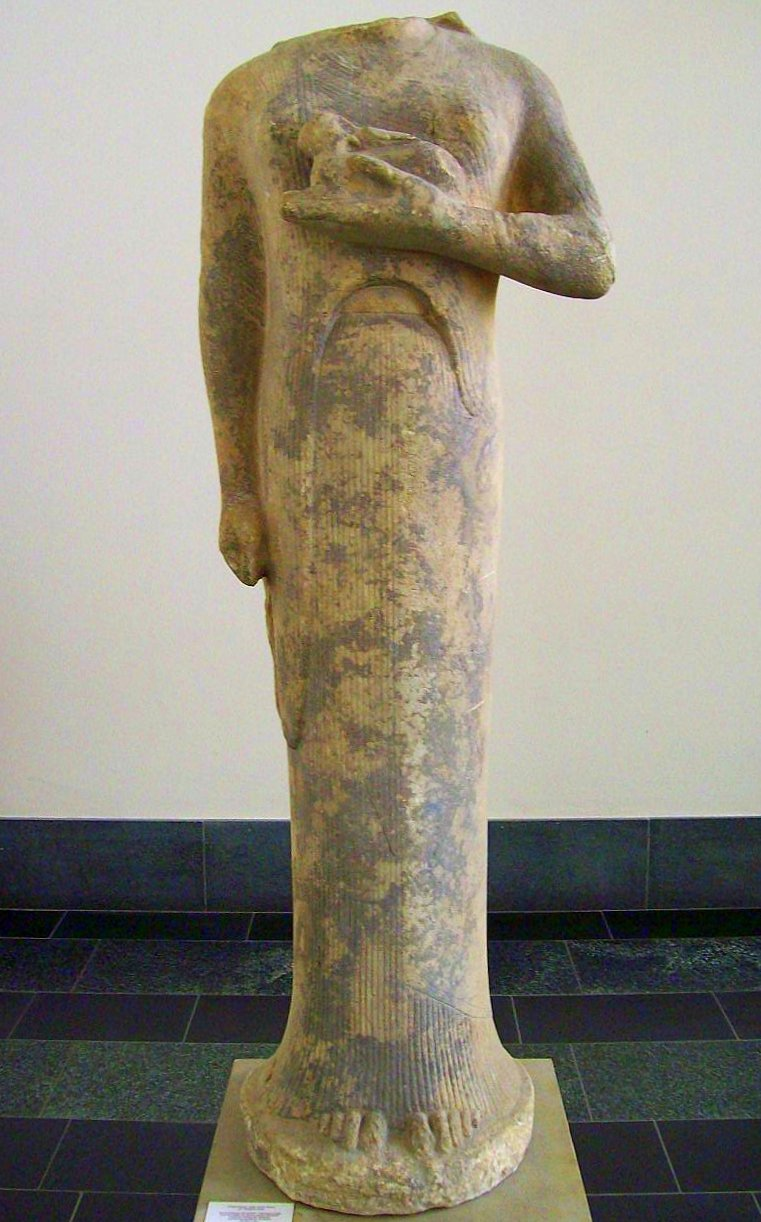
Korè in Berlijn (Sk 1750)